# Tiên Hà Lĩnh
Tiên Hà Lĩnh (tiếng Trung: 仙霞岭) là một dãy núi tại Trung Quốc. Dãy núi này nằm ở phía tây của tỉnh Chiết Giang, phía đông bắt nguồn từ Cù Châu, Kim Hoa, Lệ Thủy; phía tây men theo ranh giới 3 tỉnh Chiết Giang, Giang Tây và Phúc Kiến. Dãy núi này dài khoảng 100 km, đỉnh núi chính là Đại Long Cương có độ cao so với mực nước biển là 1503 m.